# چشمه لنگان
چشمهٔ لنگان چشمه ای است در در روستای سیبک، شهرستان فریدون‌شهر، استان اصفهان.
این چشمهٔ پرآب در فاصلهٔ ۱۷ کیلومتری جنوب‌غرب فریدون‌شهر قرار گرفته‌است. آب این چشمه از زیر تخته‌سنگ‌های بزرگ با فشار زیاد خارج می‌شود که قسمتی از آن با استفاده از ۳ ایستگاه پمپاژ از طریق خط لولهٔ ۱۴ کیلومتری، آب آشامیدنی فریدون‌شهر و روستاهای مجاور آن را تأمین می‌کند. این چشمه و محدودهٔ آن یکی از مهم‌ترین تفرجگاه‌های مردم این منطقه‌است. 